# 张克兴
張克興主教（英語：Bishop Melchoir Zhang Ke-xing，1914年1月6日—1988年11月6日），圣名默尔爵（Melchior），天主教西湾子教区主教。
1914年1月6日，張克兴生于中国察哈尔西湾子，1939年3月18日在罗马晋升神父。1949年11月3日，教廷任命他为西湾子教区辅理主教，1951年5月24日，比利时籍石德懋（Leone Giovanni M. De Smedt）主教为其举行祝圣仪式，1951年11月24日，石德懋主教在张家口监狱去世，張克兴遂接任西湾子主教。
张克兴于1988年11月6日在宣化去世，终年74岁，安葬于西湾子。